# Diego Benaglio
Diego Orlando Benaglio (Zurigo, 8 settembre 1983) è un ex calciatore svizzero, di ruolo portiere.

## Carriera

### Club
Di origini italiane (è nato da genitori italiani originari di San Fedele Intelvi, in provincia di Como), Benaglio ha iniziato a giocare con il Grasshoppers in Svizzera, prima di trasferirsi in Germania, dove ha militato per tre anni nella squadra amatoriale dello VfB Stoccarda nella Regionalliga Sud. Lascerà il club tedesco contando una sola presenza in prima squadra nel match di Coppa Uefa contro il FK Ventspils.
Si è trasferito nella massima serie portoghese nel 2005, per giocare con il CD Nacional, dove ha sostituito Henrique Hilário, passato al Chelsea. Nel gennaio del 2008 è passato ai tedeschi del VfL Wolfsburg, squadra con cui ha vinto la Bundesliga nella stagione 2008-2009. Nel 2009 è stato eletto miglior giocatore svizzero dell'anno, grazie anche alle sue ottime prestazioni con il Wolfsburg. All'inizio di ottobre del 2009 firma il rinnovo del contratto con i campioni di Germania fino al 2013.
Nel 2017, dopo 9 anni, lascia il club tedesco per accasarsi al Monaco, dove svolge il ruolo di riserva di Danijel Subašić, ritirandosi alla fine della stagione 2019-2020.

### Nazionale
Ha esordito in nazionale svizzera il 3 giugno 2006 nella vittoria della nazionale elvetica contro la Cina 4-1, partita giocata in preparazione al Mondiale 2006, cui ha partecipato come terzo portiere dietro Pascal Zuberbühler e Fabio Coltorti.
All'inizio del 2008, grazie anche alle buone prestazioni con la maglia del Wolfsburg, viene scelto come titolare e durante l'Europeo 2008, disputato in Svizzera e Austria, gioca le prime due partite della fase eliminatoria contro Repubblica Ceca e Turchia, subendo 3 reti.
Durante le qualificazioni al mondiale 2010 è uno dei protagonisti, evitando gli spareggi e garantendo alla nazionale rossocrociata l'accesso ai Mondiale in Sudafrica, dove la Svizzera viene eliminata dopo il girone eliminatorio, nel quale ha affrontato Spagna, Cile e Honduras.
Titolare anche al Mondiale 2014, Benaglio esordisce nella vittoria per 2-1 contro l'Ecuador. La Svizzera accede agli ottavi di finale, dove viene sconfitta per 1-0 dopo i tempi supplementari dall'Argentina. Infine il 20 agosto 2014, poco prima di compiere 31 anni, Benaglio annuncia che non vestirà più la maglia della nazionale rossocrociata.

## Statistiche

### Presenze e reti nei club
Statistiche aggiornate al 24 maggio 2019.
.
| Stagione           | Squadra            | Campionato         | Campionato | Campionato | Coppe nazionali | Coppe nazionali | Coppe nazionali | Coppe continentali | Coppe continentali | Coppe continentali | Altre coppe | Altre coppe | Altre coppe | Totale | Totale |
| Stagione           | Squadra            | Comp               | Pres       | Reti       | Comp            | Pres            | Reti            | Comp               | Pres               | Reti               | Comp        | Pres        | Reti        | Pres   | Reti   |
| ------------------ | ------------------ | ------------------ | ---------- | ---------- | --------------- | --------------- | --------------- | ------------------ | ------------------ | ------------------ | ----------- | ----------- | ----------- | ------ | ------ |
| 2005-2006          | CD Nacional        | PL                 | 21         | -23        | -               | -               | -               | -                  | -                  | -                  | -           | -           | -           | 21     | -23    |
| 2006-2007          | CD Nacional        | PL                 | 30         | -38        | -               | -               | -               | CU                 | 2                  | -3                 | -           | -           | -           | 32     | -41    |
| 2007-dic. 2007     | CD Nacional        | PL                 | 16         | -13        | -               | -               | -               | -                  | -                  | -                  | -           | -           | -           | 16     | -13    |
| Totale CD nacional | Totale CD nacional | Totale CD nacional | 67         | -74        |                 |                 |                 |                    | 2                  | -3                 |             |             |             | 69     | -77    |
| gen. 2008-2008     | Wolfsburg          | BL                 | 17         | -16        | CG              | 3               | -4              | -                  | -                  | -                  | -           | -           | -           | 20     | -20    |
| 2008-2009          | Wolfsburg          | BL                 | 31         | -37        | CG              | 4               | -6              | CU                 | 7                  | -10                | -           | -           | -           | 42     | -53    |
| 2009-2010          | Wolfsburg          | BL                 | 22         | -33        | CG              | 2               | -4              | UCL+UEL            | 6+2                | -8 + -3            | -           | -           | -           | 32     | -48    |
| 2010-2011          | Wolfsburg          | BL                 | 28         | -39        | CG              | 2               | -4              | -                  | -                  | -                  | -           | -           | -           | 30     | -43    |
| 2011-2012          | Wolfsburg          | BL                 | 32         | -56        | CG              | 1               | -3              | -                  | -                  | -                  | -           | -           | -           | 33     | -59    |
| 2012-2013          | Wolfsburg          | BL                 | 34         | -52        | CG              | 4               | -8              | -                  | -                  | -                  | -           | -           | -           | 38     | -60    |
| 2013-2014          | Wolfsburg          | BL                 | 29         | -43        | CG              | 4               | -4              | -                  | -                  | -                  | -           | -           | -           | 33     | -47    |
| 2014-2015          | Wolfsburg          | BL                 | 31         | -32        | CG              | 5               | -2              | UEL                | 12                 | -18                | -           | -           | -           | 48     | -52    |
| 2015-2016          | Wolfsburg          | BL                 | 21         | -39        | CG              | 1               | -3              | UCL                | 8                  | -9                 | -           | -           | -           | 30     | -51    |
| 2016-2017          | Wolfsburg          | BL                 | 14         | -22        | CG              | 1               | -0              | -                  | -                  | -                  | -           | -           | -           | 15     | -22    |
| Totale Wolfsburg   | Totale Wolfsburg   | Totale Wolfsburg   | 259        | -369       |                 | 27              | -38             |                    | 35                 | -48                |             |             |             | 321    | -444   |
| 2017-2018          | Monaco             | L1                 | 3          | 0          | CF+CdL          | 2+2             | -5              | UCL                | 4                  | -9                 | SF          | 0           | 0           | 10     | -14    |
| 2018-2019          | Monaco             | L1                 | 23         | -38        | CF+CdL          | 0+0             | 0               | UCL                | 5                  | -10                | SF          | 1           | -4          | 29     | -52    |
| 2019-2020          | Monaco             | L1                 | 0          | 0          | CF+CdL          | 0+0             | 0               | -                  | -                  | -                  | -           | -           | -           | 0      | 0      |
| Totale Monaco      | Totale Monaco      | Totale Monaco      | 26         | -38        |                 | 4               | -5              |                    | 9                  | -19                |             | 1           | -4          | 40     | -66    |
| Totale carriera    | Totale carriera    | Totale carriera    | 352        | -481       |                 | 31              | -43             |                    | 46                 | -70                |             | 1           | -4          | 430    | -598   |

### Cronologia presenze e reti in nazionale
| Cronologia completa delle presenze e delle reti in nazionale ― Svizzera | Cronologia completa delle presenze e delle reti in nazionale ― Svizzera | Cronologia completa delle presenze e delle reti in nazionale ― Svizzera | Cronologia completa delle presenze e delle reti in nazionale ― Svizzera | Cronologia completa delle presenze e delle reti in nazionale ― Svizzera | Cronologia completa delle presenze e delle reti in nazionale ― Svizzera | Cronologia completa delle presenze e delle reti in nazionale ― Svizzera | Cronologia completa delle presenze e delle reti in nazionale ― Svizzera |
| Data                                                                    | Città                                                                   | In casa                                                                 | Risultato                                                               | Ospiti                                                                  | Competizione                                                            | Reti                                                                    | Note                                                                    |
| ----------------------------------------------------------------------- | ----------------------------------------------------------------------- | ----------------------------------------------------------------------- | ----------------------------------------------------------------------- | ----------------------------------------------------------------------- | ----------------------------------------------------------------------- | ----------------------------------------------------------------------- | ----------------------------------------------------------------------- |
| 3-6-2006                                                                | Zurigo                                                                  | Svizzera                                                                | 4 – 1                                                                   | Cina                                                                    | Amichevole                                                              | -1                                                                      | 46’                                                                     |
| 2-9-2006                                                                | Basilea                                                                 | Svizzera                                                                | 1 – 0                                                                   | Venezuela                                                               | Amichevole                                                              | -                                                                       | 46’                                                                     |
| 6-9-2006                                                                | Ginevra                                                                 | Svizzera                                                                | 2 – 0                                                                   | Costa Rica                                                              | Amichevole                                                              | -                                                                       | 46’                                                                     |
| 11-10-2006                                                              | Innsbruck                                                               | Austria                                                                 | 2 – 1                                                                   | Svizzera                                                                | Amichevole                                                              | -2                                                                      | 46’                                                                     |
| 7-2-2007                                                                | Düsseldorf                                                              | Germania                                                                | 3 – 1                                                                   | Svizzera                                                                | Amichevole                                                              | -3                                                                      |                                                                         |
| 2-6-2007                                                                | Basilea                                                                 | Svizzera                                                                | 1 – 1                                                                   | Argentina                                                               | Amichevole                                                              | -1                                                                      |                                                                         |
| 10-9-2007                                                               | Klagenfurt am Wörthersee                                                | Svizzera                                                                | 3 – 4                                                                   | Giappone                                                                | Amichevole                                                              | -4                                                                      |                                                                         |
| 20-11-2007                                                              | Zurigo                                                                  | Svizzera                                                                | 0 – 1                                                                   | Nigeria                                                                 | Amichevole                                                              | -1                                                                      |                                                                         |
| 6-2-2008                                                                | Londra                                                                  | Inghilterra                                                             | 2 – 1                                                                   | Svizzera                                                                | Amichevole                                                              | -2                                                                      |                                                                         |
| 26-3-2008                                                               | Basilea                                                                 | Svizzera                                                                | 0 – 4                                                                   | Germania                                                                | Amichevole                                                              | -4                                                                      |                                                                         |
| 24-5-2008                                                               | Lugano                                                                  | Svizzera                                                                | 2 – 0                                                                   | Slovacchia                                                              | Amichevole                                                              | -                                                                       |                                                                         |
| 30-5-2008                                                               | San Gallo                                                               | Svizzera                                                                | 3 – 0                                                                   | Liechtenstein                                                           | Amichevole                                                              | -                                                                       |                                                                         |
| 7-6-2008                                                                | Basilea                                                                 | Svizzera                                                                | 0 – 1                                                                   | Rep. Ceca                                                               | Euro 2008 - 1º turno                                                    | -1                                                                      |                                                                         |
| 11-6-2008                                                               | Basilea                                                                 | Svizzera                                                                | 1 – 2                                                                   | Turchia                                                                 | Euro 2008 - 1º turno                                                    | -2                                                                      |                                                                         |
| 6-9-2008                                                                | Tel Aviv                                                                | Israele                                                                 | 2 – 2                                                                   | Svizzera                                                                | Qual. Mondiali 2010                                                     | -2                                                                      |                                                                         |
| 10-9-2008                                                               | Zurigo                                                                  | Svizzera                                                                | 1 – 2                                                                   | Lussemburgo                                                             | Qual. Mondiali 2010                                                     | -2                                                                      |                                                                         |
| 11-10-2008                                                              | San Gallo                                                               | Svizzera                                                                | 2 – 1                                                                   | Lettonia                                                                | Qual. Mondiali 2010                                                     | -1                                                                      |                                                                         |
| 15-10-2008                                                              | Il Pireo                                                                | Grecia                                                                  | 1 – 2                                                                   | Svizzera                                                                | Qual. Mondiali 2010                                                     | -1                                                                      |                                                                         |
| 28-3-2009                                                               | Chișinău                                                                | Moldavia                                                                | 0 – 2                                                                   | Svizzera                                                                | Qual. Mondiali 2010                                                     | -                                                                       |                                                                         |
| 1-4-2009                                                                | Carouge                                                                 | Svizzera                                                                | 2 – 0                                                                   | Moldavia                                                                | Qual. Mondiali 2010                                                     | -                                                                       |                                                                         |
| 12-8-2009                                                               | Basilea                                                                 | Svizzera                                                                | 0 – 0                                                                   | Italia                                                                  | Amichevole                                                              | -                                                                       |                                                                         |
| 5-9-2009                                                                | Basilea                                                                 | Svizzera                                                                | 2 – 0                                                                   | Grecia                                                                  | Qual. Mondiali 2010                                                     | -                                                                       |                                                                         |
| 9-9-2009                                                                | Riga                                                                    | Lettonia                                                                | 2 – 2                                                                   | Svizzera                                                                | Qual. Mondiali 2010                                                     | -2                                                                      |                                                                         |
| 10-10-2009                                                              | Lussemburgo                                                             | Lussemburgo                                                             | 0 – 3                                                                   | Svizzera                                                                | Qual. Mondiali 2010                                                     | -                                                                       |                                                                         |
| 14-11-2009                                                              | Carouge                                                                 | Svizzera                                                                | 0 – 1                                                                   | Norvegia                                                                | Amichevole                                                              | -1                                                                      |                                                                         |
| 1-6-2010                                                                | Sion                                                                    | Svizzera                                                                | 0 – 1                                                                   | Costa Rica                                                              | Amichevole                                                              | -1                                                                      |                                                                         |
| 5-6-2010                                                                | Carouge                                                                 | Svizzera                                                                | 1 – 1                                                                   | Italia                                                                  | Amichevole                                                              | -1                                                                      | 46’                                                                     |
| 16-6-2010                                                               | Durban                                                                  | Spagna                                                                  | 0 – 1                                                                   | Svizzera                                                                | Mondiali 2010 - 1º turno                                                | -                                                                       | 90+1’                                                                   |
| 21-6-2010                                                               | Port Elizabeth                                                          | Cile                                                                    | 1 – 0                                                                   | Svizzera                                                                | Mondiali 2010 - 1º turno                                                | -1                                                                      |                                                                         |
| 25-6-2010                                                               | Bloemfontein                                                            | Svizzera                                                                | 0 – 0                                                                   | Honduras                                                                | Mondiali 2010 - 1º turno                                                | -                                                                       |                                                                         |
| 11-8-2010                                                               | Klagenfurt am Wörthersee                                                | Austria                                                                 | 0 – 1                                                                   | Svizzera                                                                | Amichevole                                                              | -                                                                       |                                                                         |
| 7-9-2010                                                                | Basilea                                                                 | Svizzera                                                                | 1 – 3                                                                   | Inghilterra                                                             | Qual. Euro 2012                                                         | -3                                                                      |                                                                         |
| 12-10-2010                                                              | Basilea                                                                 | Svizzera                                                                | 4 – 1                                                                   | Galles                                                                  | Qual. Euro 2012                                                         | -                                                                       | 8’                                                                      |
| 9-2-2011                                                                | Attard                                                                  | Malta                                                                   | 0 – 0                                                                   | Svizzera                                                                | Amichevole                                                              | -                                                                       |                                                                         |
| 4-6-2011                                                                | Londra                                                                  | Inghilterra                                                             | 2 – 2                                                                   | Svizzera                                                                | Qual. Euro 2012                                                         | -2                                                                      |                                                                         |
| 10-8-2011                                                               | Vaduz                                                                   | Liechtenstein                                                           | 1 – 2                                                                   | Svizzera                                                                | Amichevole                                                              | -                                                                       | 46’                                                                     |
| 6-9-2011                                                                | Basilea                                                                 | Svizzera                                                                | 3 – 1                                                                   | Bulgaria                                                                | Qual. Euro 2012                                                         | -1                                                                      |                                                                         |
| 7-10-2011                                                               | Swansea                                                                 | Galles                                                                  | 2 – 0                                                                   | Svizzera                                                                | Qual. Euro 2012                                                         | -2                                                                      |                                                                         |
| 11-10-2011                                                              | Basilea                                                                 | Svizzera                                                                | 2 – 0                                                                   | Montenegro                                                              | Qual. Euro 2012                                                         | -                                                                       |                                                                         |
| 11-11-2011                                                              | Amsterdam                                                               | Paesi Bassi                                                             | 0 – 0                                                                   | Svizzera                                                                | Amichevole                                                              | -                                                                       |                                                                         |
| 15-11-2011                                                              | Lussemburgo                                                             | Lussemburgo                                                             | 0 – 1                                                                   | Svizzera                                                                | Amichevole                                                              | -                                                                       |                                                                         |
| 29-2-2012                                                               | Berna                                                                   | Svizzera                                                                | 1 – 3                                                                   | Argentina                                                               | Amichevole                                                              | -1                                                                      | 46’                                                                     |
| 26-5-2012                                                               | Basilea                                                                 | Svizzera                                                                | 5 – 3                                                                   | Germania                                                                | Amichevole                                                              | -5                                                                      |                                                                         |
| 15-8-2012                                                               | Spalato                                                                 | Croazia                                                                 | 2 – 4                                                                   | Svizzera                                                                | Amichevole                                                              | -2                                                                      |                                                                         |
| 7-9-2012                                                                | Lubiana                                                                 | Slovenia                                                                | 0 – 2                                                                   | Svizzera                                                                | Qual. Mondiali 2014                                                     | -                                                                       |                                                                         |
| 11-9-2012                                                               | Lucerna                                                                 | Svizzera                                                                | 2 – 0                                                                   | Albania                                                                 | Qual. Mondiali 2014                                                     | -                                                                       |                                                                         |
| 12-10-2012                                                              | Berna                                                                   | Svizzera                                                                | 1 – 1                                                                   | Norvegia                                                                | Qual. Mondiali 2014                                                     | -1                                                                      | 83’                                                                     |
| 16-10-2012                                                              | Reykjavík                                                               | Islanda                                                                 | 0 – 2                                                                   | Svizzera                                                                | Qual. Mondiali 2014                                                     | -                                                                       | 81’                                                                     |
| 8-6-2013                                                                | Carouge                                                                 | Svizzera                                                                | 1 – 0                                                                   | Cipro                                                                   | Qual. Mondiali 2014                                                     | -                                                                       |                                                                         |
| 14-8-2013                                                               | Basilea                                                                 | Svizzera                                                                | 1 – 0                                                                   | Brasile                                                                 | Amichevole                                                              | -                                                                       | cap.                                                                    |
| 6-9-2013                                                                | Berna                                                                   | Svizzera                                                                | 4 – 4                                                                   | Islanda                                                                 | Qual. Mondiali 2014                                                     | -4                                                                      | cap.                                                                    |
| 10-9-2013                                                               | Oslo                                                                    | Norvegia                                                                | 0 – 2                                                                   | Svizzera                                                                | Qual. Mondiali 2014                                                     | -                                                                       |                                                                         |
| 11-10-2013                                                              | Tirana                                                                  | Albania                                                                 | 1 – 2                                                                   | Svizzera                                                                | Qual. Mondiali 2014                                                     | -1                                                                      |                                                                         |
| 15-11-2013                                                              | Seul                                                                    | Corea del Sud                                                           | 2 – 1                                                                   | Svizzera                                                                | Amichevole                                                              | -2                                                                      |                                                                         |
| 5-3-2014                                                                | San Gallo                                                               | Svizzera                                                                | 2 – 2                                                                   | Croazia                                                                 | Amichevole                                                              | -2                                                                      |                                                                         |
| 30-5-2014                                                               | Lucerna                                                                 | Svizzera                                                                | 1 – 0                                                                   | Giamaica                                                                | Amichevole                                                              | -                                                                       | cap. 46’                                                                |
| 3-6-2014                                                                | Lucerna                                                                 | Svizzera                                                                | 2 – 0                                                                   | Perù                                                                    | Amichevole                                                              | -                                                                       |                                                                         |
| 15-6-2014                                                               | Brasilia                                                                | Svizzera                                                                | 2 – 1                                                                   | Ecuador                                                                 | Mondiali 2014 - 1º turno                                                | -1                                                                      |                                                                         |
| 20-6-2014                                                               | Salvador                                                                | Svizzera                                                                | 2 – 5                                                                   | Francia                                                                 | Mondiali 2014 - 1º turno                                                | -5                                                                      |                                                                         |
| 25-6-2014                                                               | San Paolo                                                               | Honduras                                                                | 0 – 3                                                                   | Svizzera                                                                | Mondiali 2014 - 1º turno                                                | -                                                                       |                                                                         |
| 1-7-2014                                                                | Manaus                                                                  | Argentina                                                               | 1 – 0 dts                                                               | Svizzera                                                                | Mondiali 2014 - Ottavi di finale                                        | -1                                                                      |                                                                         |
| Totale                                                                  |                                                                         | Presenze                                                                | 61                                                                      |                                                                         | Reti                                                                    | -66                                                                     |                                                                         |

## Palmarès

### Club
- Campionato svizzero: 1

Grasshoppers: 2000-2001
- Campionato tedesco: 1

Wolfsburg: 2008-2009
- Coppa di Germania: 1

Wolfsburg: 2014-2015
- Supercoppa di Germania: 1

Wolfsburg: 2015